# 와이탄

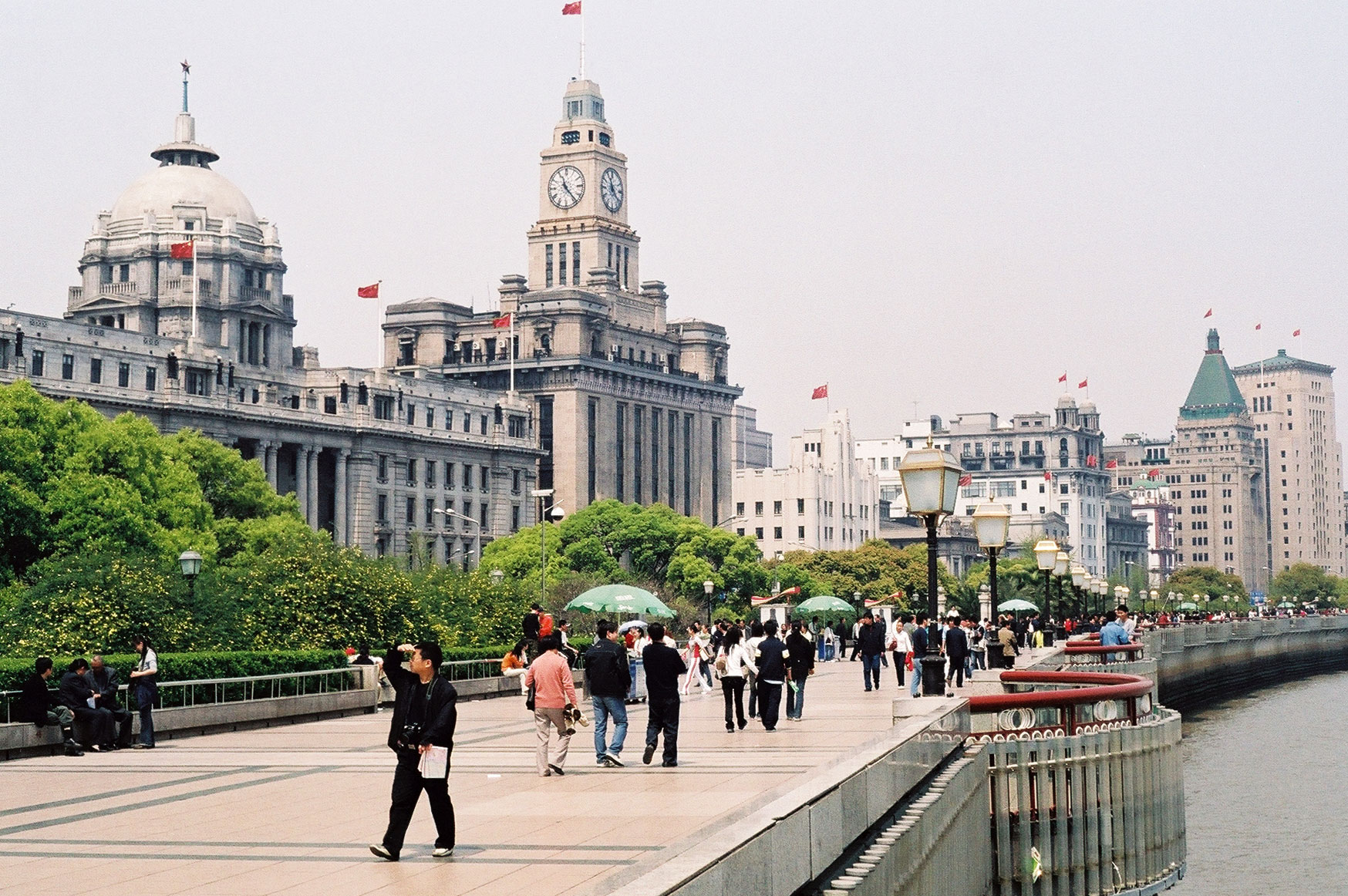
와이탄

와이탄(중국어 간체자: 外滩, 정체자: 外灘, 병음: Wàitān, The Bund)은 1.7km 걸쳐 상하이의 주요 건물과 야경을 가장 잘 조명할 수 있는 포인트로 사람들의 사진에 가장 많이 남는 장소이기도 하다. 150년 전 조계시대에 세워진 다양한 유럽식 건축물은 건축양식을  보여주는 듯 다양한 양식을 뽐내며, 황푸강의 야경과 더불어 앞뒤가 가장 즐거워지는 조망대이다.

## 외백도교
외백도교(外白渡橋)는 건너편 금릉동로(金陵東路)와 연안동로(延安東路)를 연결하는 1.5km에 이르는 다리인데, 상해 최초의 공원이라는 황푸공원(黃浦公園,1868년)과 이어진다. 한 때 이곳은 당지 영국의 조계지로서 "중국인과 개화파는 출입금지!"라는 푯말이 붙은 곳으로 유명하다.

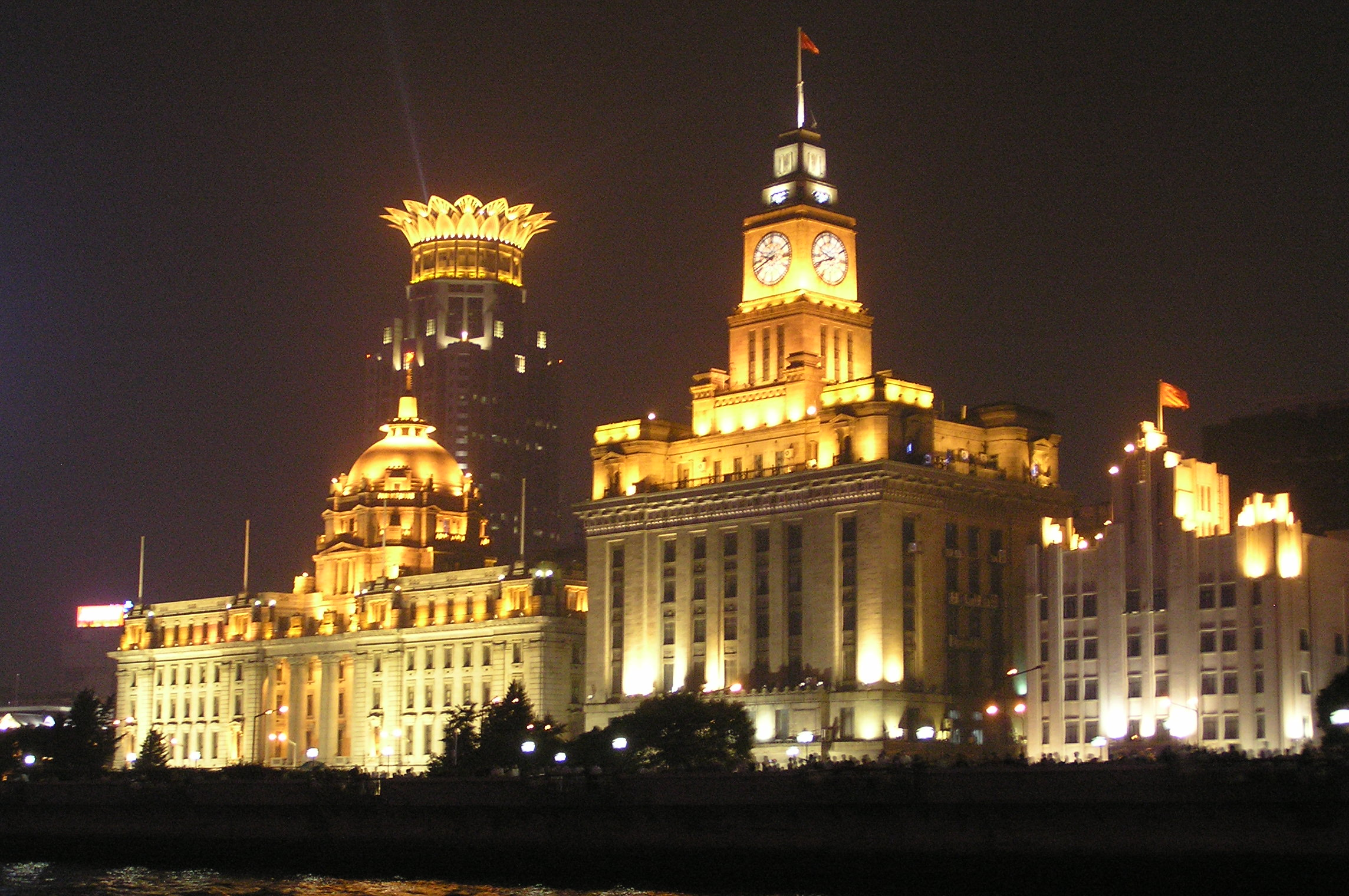
HSBC 빌딩 (좌), 상하이 세관 (가운데)

1855년에 영국 상인 "헬스"가 외파도(外擺渡,나루터)쪽의 수저우허(蘇州河) 위에 길이137m, 넓이 7m의 나무다리를 지어 ‘헬스교’라 불렀고, 내국인들은 지역명을 따서 ‘외파도(外擺渡)교'라고 불렀다. 이 다리는 외국인들만 무료로 다니게 하고 중국인들에게는 통행료를 강요했기 때문에 많은 사람들의 원성을 샀다.
다리가 만들어진 18년 후 1873년 8월에 영국과 프랑스 공동조계공사국[公共租界工部局]이 이 다리의 동쪽에 다시 길이 117m, 넓이 12m, 양쪽에 2m의 부교(浮橋)를 지어 무료로 통행할 수 있도록 했다. 그래서 이 다리는 나중에 외백도교(外白渡橋)라고 불리었고, 같은 해에 헬스교는 철거되었다.(白渡橋는 공짜로 건너는 다리라는 뜻임) 청나라 광서(光緖) 32년(1906년)에 이 부교를 철거하여 철교로 바꿨는데, 외백교는 당시 상하이에서 제일 웅장하고 뛰어난 다리로 사람들의 구경거리였다.

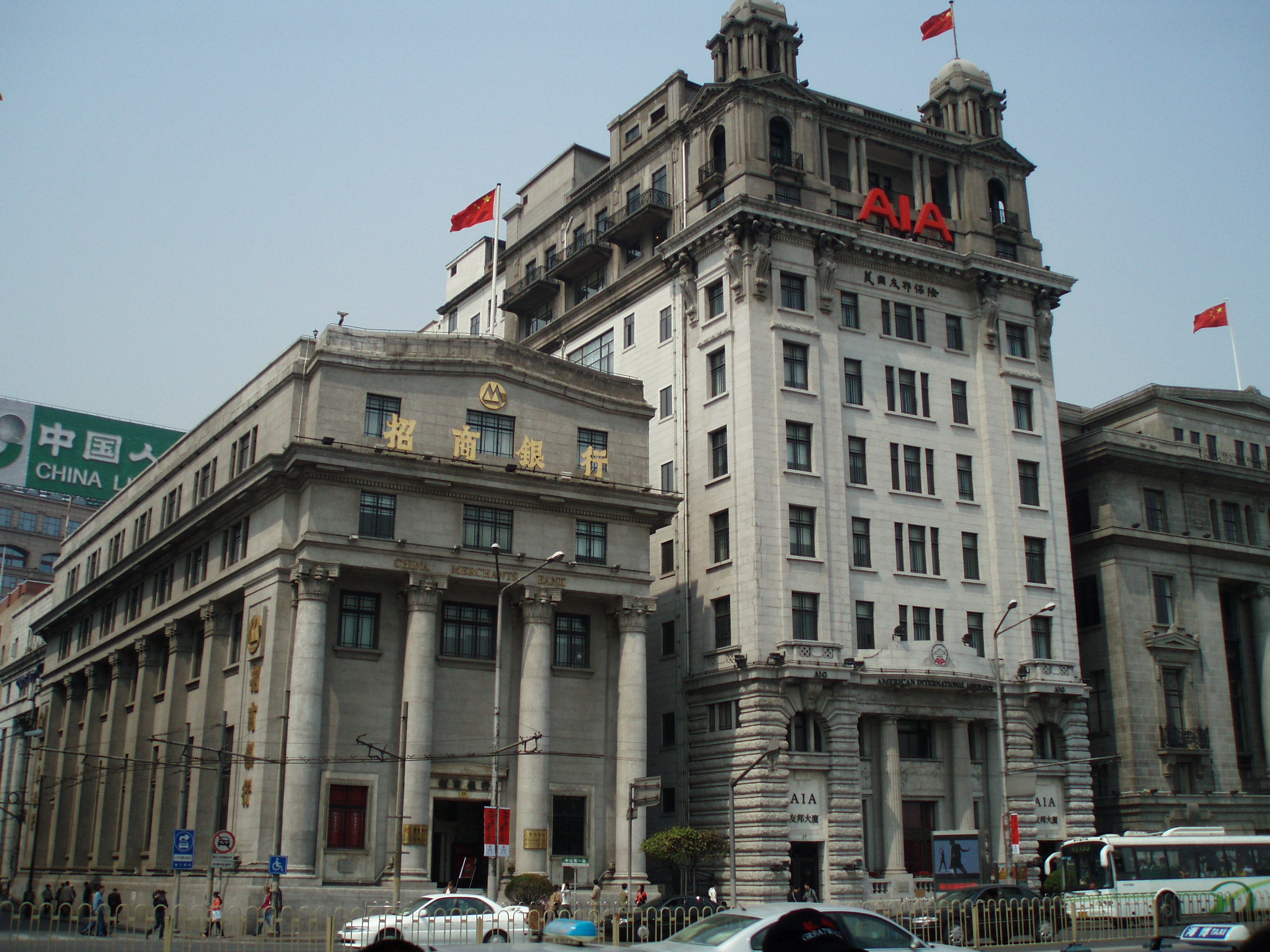
중국공상은행

외백도교에서 사잇길로 황푸공원을 따라 와이탄으로 진입하면, 멋진 강변 레스토랑이 있고, 상해인민영웅기념비(人民英雄記念碑)가 맨처음으로 눈을 자극한다.
와이탄 관광터널을 지나 좀 더 내려가게 되면 상해시 초대 시장인 천이동상과 천이광장이 나온다. 쓰촨성 출신으로 1949년 상하이시의 해방과 더불어 초대 시장에 오른 오성장군(원수) 천이(陳毅, 1901~1972) 시장의 동상이 서 있다. 천이는 마오쩌둥, 저우언라이, 주더, 덩샤오핑 등과 함께 중국공산혁명의 1대원로이며, 중국10대원수의 한사람이고, 리와 외교부 부장을 역임했으며, 중국의 현대 바둑사업 보급 및 외교방면에서 아주 큰 역할을 했다. (바둑을 워낙 좋아해서 중국기원에는 꼭 이 천이의 동상이 있다.)

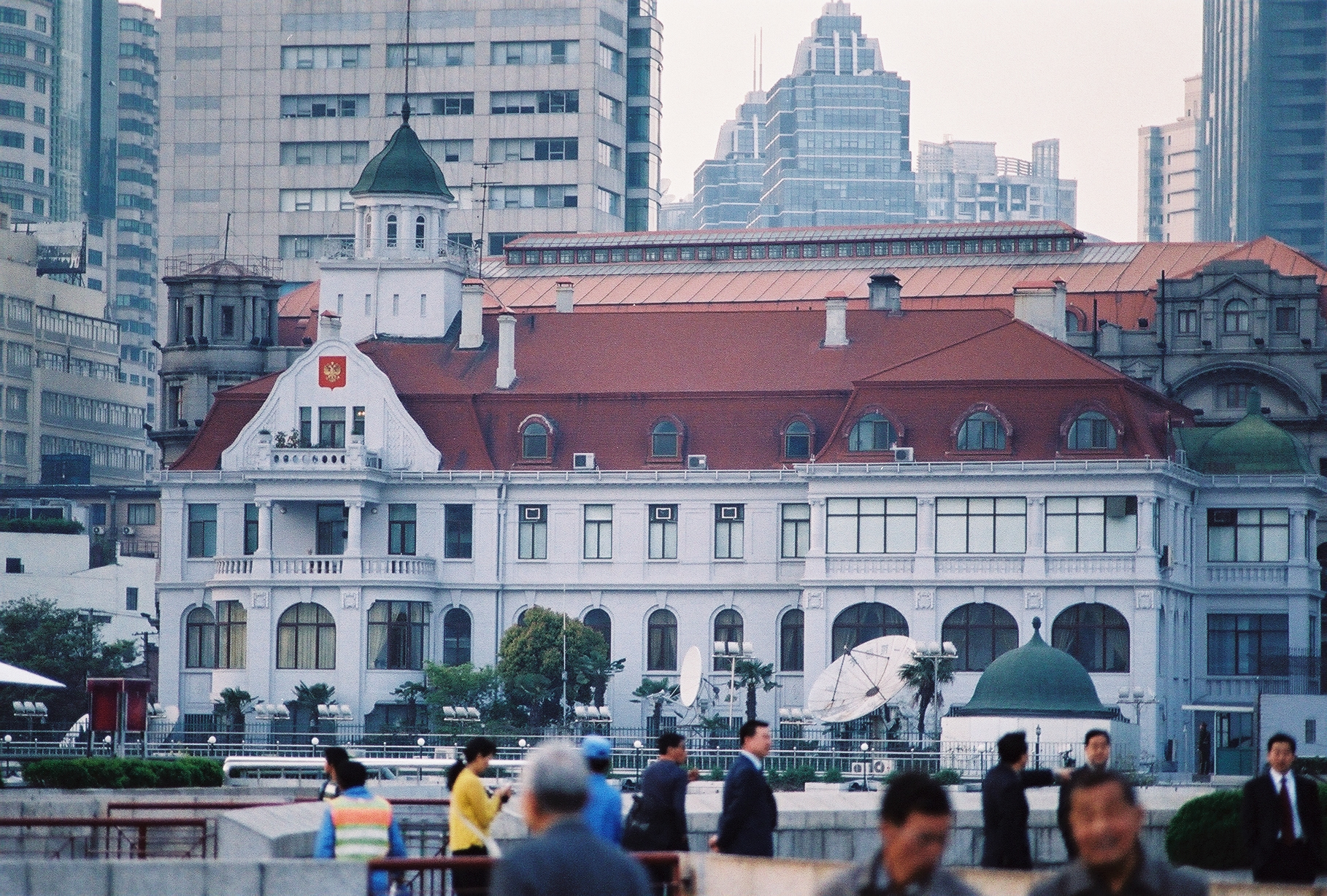
러시아 영사관

## 과거의 상하이
이곳에는 로마네스크, 고딕, 르네상스, 바로크, 신고전주의, 보아르, 아트데코 등 52개의 건축양식을 가진 건축물이 있다.
- 구러시아 영사관
- 구영국 영사관
- 중국은행
- 상하이 은행
- 상하이 세관
- HSBC 빌딩

## 현대, 미래의 상하이
와이탄의 뒷 편이 상하이의 과거라면, 황푸강을 건너서 맞은 편은 뤼자주이에는 상하이의 현재와 미래를 나타내는 각종 고층빌딩이 찬란한 빛을 내뿜으며, 위용을 자랑하고 있다. 동방명주탑, 진마오 빌딩 등 상하이를 상징하는 주요 마천루의 조명은 중국 전체가 자부하는 야경이다.
와이탄의 중간 쯤에 있는 에스컬레이터 터널을 따라 지하로 내려가면 와이탄 관광터널이 있는데, 이곳에서 황푸강 지하로 푸동을 넘어가는 전동차를 이용할 수 있다. 푸동에서 동방명주탑 정도만 보고 온다면 충분히 이용할만 하다.

## 교통
상하이 지하철 2호선이 와이탄을 관통한다. 근처에 지하철역은 없고, 가장 가까운 역이 난징동루이다. 여기서 걸어서 5분 정도면 충분하다.